# الظهرة العليا (ظلمة العليا)

تعديل مصدري - تعديل

الظهرة العليا  هي إحدى حارات حي ظلمة العليا بمدينة ظلمة أحد مدن محافظة إب، بلغ تعداد سكانها 268 نسمة حسب تعداد اليمن لعام 2004.